# Annual Reviews
Annual Reviews è una casa editrice accademica indipendente e senza scopo di lucro con sede a San Mateo, in California. Al 2021 pubblicava 51 riviste contenenti articoli di revisione e il settimanale Knowable Magazine, titoli che coprono i campi delle scienze della vita, biomediche, fisiche e sociali. Gli articoli di revisione sono di solito contributi inviati per la revisione paritaria, che spesso sono pianificati con uno o due anni di anticipo. La struttura organizzativa è composta da tre livelli: un consiglio di amministrazione volontario, comitati editoriali di esperti per ogni rivista e dipendenti retribuiti.
La missione dichiarata di Annual Reviews è quella di sintetizzare e integrare le conoscenze "per il progresso della scienza e il bene della società". La prima rivista di Annual Reviews, l'Annual Review of Biochemistry, fu pubblicata nel 1932 sotto la direzione del chimico J. Murray Luck della Stanford University, che voleva creare una risorsa che fornisse revisioni critiche sulla ricerca contemporanea. La seconda rivista fu aggiunta nel 1939. Nel 1982 Annual Reviews pubblicava 24 titoli; nel 2021 ne pubblicava 51. Nel 2016 l'organizzazione ha sperimentato il modello editoriale Subscribe to Open (S2O), in base al quale il volume più recente di una rivista viene pubblicato in accesso aperto, a condizione che il ricavato dell'abbonamento sia sufficiente. A partire dal 2022, tutte le 51 riviste sono offerte secondo il modello S2O.

## Storia

### Annual Review of Biochemistry
L'Annual Review of Biochemistry è stata creata da J. Murray Luck, chimico e professore della Stanford University. Nel 1930, mentre stava progettando un corso per studenti laureati, si rese conto della necessità di una risorsa che condensasse il grande volume di ricerche di biochimica all'interno di articoli di revisione. Luck chiese a circa 50 biochimici negli Stati Uniti, nel Regno Unito e nel Canada se un volume annuale di revisioni critiche sulla ricerca biochimica sarebbe stato utile. La risposta fu positiva.
Luck formò un comitato consultivo iniziale che includeva Carl L. Alsberg di Stanford, e Dennis Robert Hoagland e Carl Louis August Schmidt dell'Università della California a Berkeley.
La Stanford University Press accettò di pubblicare la rivista con un contratto di tre anni, con l'assistenza finanziaria della Chemical Foundation guidata da Francis Garvan. A partire dal 1931, l'Università di Stanford mise a disposizione della rivista uno spazio ufficio gratuito nell'edificio di Fisiologia (Outer Quad). Il primo volume dell'Annual Review of Biochemistry fu pubblicato il 3 maggio 1932.

### Identità legale
Al termine del contratto con la Stanford University Press, il comitato consultivo della rivista decise di adottare una qualificazione giuridica nella veste di editore, pur mantenendo la Stanford University Press come tipografia di riferimento. Il 12 dicembre 1934, presentarono gli atti costitutivi al Segretario di Stato della California per creare l'Annual Review of Biochemistry, Ltd., che fu organizzata come organizzazione senza scopo di lucro. Nel febbraio 1938, il nome fu cambiato in Annual Reviews, Inc. Il 28 marzo 2008, il Segretario di Stato della California approvò un emendamento allo statuto per modificare ufficialmente il nome in Annual Reviews.

### Direzione
J. Murray Luck ha collaborato con la casa editrice Annual Reviews dal 1932 al 1968 ed è stato il fondatore e redattore delle prime due riviste: l'Annual Review of Biochemistry (dal 1932 al 1965) e l'Annual Review of Physiology (dal 1939 al 1946). Man mano che venivano aggiunte altre riviste, ognuna aveva il proprio comitato editoriale, il cui caporedattore assumeva il titolo di Editor o Co-editor, mentre Luck manteneva il ruolo di editor-in-chief (caporedattore di tutti i comitati editoriali della casa editrice). Si ritirò da questa posizione nel 1969, ma continuò a far parte del consiglio di amministrazione come membro emerito, nonché del comitato editoriale dell'Annual Review of Biochemistry.
Si riporta di seguito l'elenco dei capiredattori ufficiali dell'intera organizzazione:
- Robert R. Schultz (dal 1970 al 1972)[22][23];
- William Kaufmann (dal 1973 al 1981[24][25][26] e dal 1983 al 1992);
- Alister Brass (dal 1981 al 1983)[27][28];
- Robert Hall Haynes (dal 1992[29] al 1995[26]);
- Samuel Gubins, presidente e caporedattore (dal 1995 al 2015)[30];
- Richard B. Gallagher (2015-)[31].

### Espansione
Nel 1938, l'Annual Reviews e l'American Physiological Society decisero di collaborare alla creazione di una nuova rivista. Il primo volume dell'Annual Review of Physiology fu pubblicato nel 1939, con l'aiuto di Victor E. Hall come assistente editoriale. Sebbene l'intento originale fosse quello di avere una portata internazionale, i primi editori europei non furono aggiunti fino al 1948, dopo la fine della Seconda guerra mondiale.
Una terza rivista, l'Annual Review of Microbiology, fu creata nel 1947 sotto la direzione di Charles E. Clifton. L'aumento del volume di stampa non era fattibile per la Stanford University Press, motivo per cui la stampa dell'Annual Review of Physiology, dell'Annual Review of Microbiology e dei volumi successivi dell'Annual Review of Biochemistry fu appaltata alla George Banta Company di Menasha, nel Wisconsin.
Le riviste dell'Annual Reviews venivano consigliate a insegnanti, bibliotecari e scienziati. Negli anni '50 furono aggiunti titoli di medicina, psicologia, fisiologia vegetale, chimica fisica,scienza nucleare e delle particelle, ed entomologia. L'Università di Stanford iniziò a soffrire di una grave carenza di spazio, che nel 1956 portò la Annual Reviews a costruire un nuovo edificio per uffici nella vicina Palo Alto, in California. Dopoché la Contea di Santa Clara aveva usato l'espropriazione per pubblica utilità per acquisire la proprietà al 231 di Grant Avenue, nel 1968 l'Annual Reviews si trasferì nuovamente al 4139 di El Camino Way, a Palo Alto.
Nel 1982 Annual Reviews pubblicava già 24 titoli. Dopo essere diventato caporedattore nel 1995, Samuel Gubins supervisionò sia l'ulteriore espansione dei titoli delle riviste che la prima pubblicazione elettronica delle riviste dell'Annual Reviews. Nel 1996, l'Annual Review of Sociology e l'Annual Review of Medicine furono le prime a essere pubblicate in formato elettronico. Nel 2002 l'intera raccolta delle pubblicazioni dell'editore fu digitalizzata: l'operazione copriva 70 anni di storia editoriale, circa 475.000 pagine e 5.400 immagini. Il trentesimo titolo della rivista fu pubblicato nel 2000. Tra il 2005 e il 2019, si aggiunsero altri 22 titoli. A partire dal 2021, Annual Reviews ha pubblicato 52 riviste con 64 varianti di titolo. Solo una di esse, l'Annual Review of Computer Science, è fuori catalogo.
La casa editrice curò anche alcune pubblicazioni specialistiche: The Excitement and Fascination of Science (1965, 1978, 1990, 1995), composta da quattro volumi di autobiografie e riflessioni di eminenti scienziati, e Intelligence and Affectivity (1981), un volume tradotto di conferenze tenute dallo psicologo Jean Piaget negli anni '50.
Nel 2017 l'Annual Reviews annunciò la sua prima rivista online, Knowable Magazine, con il sostegno della Gordon and Betty Moore Foundation e della Alfred P. Sloan Foundation. Con Knowable Magazine, l'Annual Reviews allargò il suo perimetro operativo dall'editoria accademica al giornalismo scientifico per arrivare alla comunicazione scientifica, spiegando ed enfatizzando il significato nel mondo reale del lavoro accademico.
Nel 2021 Annual Reviews trasferì la propria sede fisica al numero 1875 di S Grant St., Suite 700, a San Mateo, in California, poiché il personale dell'organizzazione lavorava sempre più da casa.
Nel 2022 acquisì The Charleston Advisor, una pubblicazione peer-reviewed per bibliotecari. L'anno successivo, acquisì anche Charleston Hub e la sua pubblicazione Against the Grain. Il Charleston Hub organizza la Charleston Conference annuale per biblioteche accademiche, bibliotecari ed editori. Il 12 novembre 2024 fu lanciata una nuova pubblicazione digitale chiamata Katina, che succedette a The Charleston Advisor. Il nome deriva da quello della fondatrice di The Charleston Advisor, Katina Strauch.

## Formato e metriche delle riviste
Ogni rivista pubblica un volume all'anno. A partire dal 2021, tutte le 51 riviste attuali sono pubblicate online, di cui 21 esclusivamente online, mentre 30 riviste pubblicate anche in versione cartacea. 
A partire dal 2021, i ricercatori della McGill University e della Stanford University hanno esaminato l'impatto degli articoli di revisione utilizzando un corpus di 6.495singoli articoli di revisione pubblicati in 54 riviste dell'Annual Reviews passate e presenti, nel campo delle scienze biologiche, fisiche e sociali.
Gli autori hanno notato che gli articoli di Annual Reviews si concentrano spesso su campi emergenti che potrebbero essere sottoposti a trasformazioni strutturali.

### Modello editoriale del Subscribe to Open
Nel 2016 la Robert Wood Johnson Foundation assegnò sei sovvenzioni per esaminare il potenziale della scienza aperta e dell'accesso aperto, nell'ambito di un'iniziativa per aumentare l'apertura e la trasparenza nella ricerca. Uno dei vincitori è stata l'Annual Reviews, che era interessata a trovare modi per rimuovere le barriere all'accesso alle pubblicazioni scientifiche. Nell'aprile 2017, Annual Reviews ha utilizzato la sovvenzione per pubblicare l'Annual Review of Public Health con una licenza ad accesso aperto e ha monitorato l'impatto del cambiamento nel regime di concessione delle licenze.
A maggio 2019, l'utilizzo della rivista era aumentato di otto volte rispetto al 2016, con circa 200.000 download mensili. A titolo di paragone, i titoli di psicologia clinica e medicina che hanno mantenuto l'accesso limitato non hanno mostrato alcun cambiamento nell'utilizzo. Inoltre, il pubblico della rivista è aumentato da 1.100 istituzioni in 57 Paesi (nel 2016) a 7.220 istituzioni in 137 paesi (nel 2018).
Annual Reviews ha continuato a esplorare le possibilità dell'accesso aperto sviluppando il modello di pubblicazione Subscribe to Open (S2O). Subscribe to Open è un esempio di contratto di assicurazione. Nel progetto pilota S2O per il 2020, alle istituzioni abbonate è stato chiesto di mantenere gli abbonamenti esistenti alle riviste offerte, con uno sconto del 5%, fermo restando che, se fossero stati ricevuti un numero sufficiente di abbonamenti, il contenuto finale delle riviste sarebbe stato pubblicato in accesso aperto.
Se non si fosse raggiunto un numero sufficiente di abbonamenti, il contenuto sarebbe rimasto a pagamento.
In questo modo, il S2O ha fatto appello all'interesse economico personale del singolo abbonato (ricevere uno sconto invece di pagare il prezzo intero), evitando di fare affidamento sul comportamento collettivo o sull'altruismo.[56] L'approccio ha permesso agli editori partecipanti di convertire il contenuto da accesso limitato ad accesso aperto su base annuale.
A partire dal 1º settembre 2019, il progetto pilota del 2020 per il S2O includeva due editori, Annual Reviews e Berghahn Books, che hanno entrambi aperto parte dei loro contenuti. Annual Reviews ha offerto cinque titoli nel progetto pilota dell'S2O ('Annual Review of Cancer Biology, Annual Review of Environment and Resources,Annual Review of Nuclear and Particle Science, Annual Review of Political Science, Annual Review of Public Health). Sono stati pubblicati tutti in modalità di accesso aperto attraverso l'approccio Subscribe to Open.
Da allora, altri editori hanno adottato l'S2O, che è considerato vantaggioso sia per le biblioteche che per i ricercatori e gli editori. In un'indagine commissionata dall'Association of Learned and Professional Society Publishers per determinare in che modo gli editori si allineavano al Plan S, le autrici Alicia Wise e Lorraine Estelle hanno definito Subscribe to Open come "l'accordo di trasformazione più promettente" per gli editori, in quanto offre un flusso di entrate prevedibile.
Nell'aprile 2022, l'editore ha annunciato che i nuovi contenuti di tutte le sue 51 riviste accademiche sarebbero stati progressivamente resi disponibili in modo aperto nel corso di diciotto mesi nell'ambito del quadro S2O, a condizione che venisse mantenuto l'attuale sostegno degli abbonamenti.

### Disponibilità
I prodotti editoriali dell'Annual Reviews sono disponibili in diversi modalità, variabili a seconda della rivista. Ogni rivista è disponibile in formato elettronico, mentre alcune sono anche offerte come volume annuale rilegato. Gli abbonamenti sono offerti per la versione online, per la versione cartacea o per entrambe, laddove la versione a stampa sia disponibile. Inoltre, è possibile anche acquistare online i singoli articoli. Le riviste sono fruibili anche come database costituito da un sottoinsieme (o da tutte) le riviste, con licenze di sito. 
A partire da gennaio 2008, l'acquisto di un abbonamento include l'accesso online: ciò dà diritto all'abbonato a diritti di accesso permanente al volume dell'anno oggetto dell'abbonamento, a prescindere dall'eventuale rinnovo futuro dello stesso.
Nel 2020 i seguenti titoli sono stati pubblicati ad accesso aperto utilizzando il S2O: Annual Review of Cancer Biology, Annual Review of Environment and Resources, Annual Review of Nuclear and Particle Science, Annual Review of Political Science e Annual Review of Public Health. Nel 2021 sono stati aggiunti l'Annual Review of Biomedical Engineering, l'Annual Review of Genomics and Human Genetics e l'Annual Review of Virology.

## Ranking
A partire dal 2023, il Journal Citation Reports ha assegnato a 15 titoli di riviste dell'Annual Reviews un ranking unitario, che indica alta qualità e importanza in una o più categorie. Le prime 5 riviste per fattore di impatto sono:
- Annual Review of Pathology: Mechanisms of Disease (36.2);
- Annual Review of Astronomy and Astrophysics (33.3);:
- Annual Review of Immunology (29.7);
- Annual Review of Fluid Mechanics (27.7);
- Annual Review of Psychology (24.8).

## Struttura organizzativa
Esistono tre strutture gerarchiche all'interno dell'Annual Reviews: il consiglio di amministrazione e i suoi comitati, i redattori/comitati editoriali e un team di gestione. Il consiglio di amministrazione è composto da esperti di varie discipline scientifiche, filantropi e uomini d'affari, che prestano servizio come volontari. Il consiglio è assistito dal comitato per gli affari aziendali e da ulteriori comitati ad hoc. Insieme, il consiglio e i suoi comitati sviluppano e approvano le politiche fiscali e i bilanci. Inoltre, esaminano i risultati finanziari dell'organizzazione e la strategia editoriale. A partire dal 2018, il consiglio è presieduto da Karen S. Cook, professoressa di sociologia all'Università di Stanford. Il vicepresidente è Sandra M. Faber, professoressa di astronomia e astrofisica all'Università della California, Santa Cruz.
I contenuti di ogni rivista pubblicata da Annual Reviews sono selezionati dal caporedattore o dai co-redattori e dai loro comitati editoriali, circa dieci membri in totale, che sono ricercatori nella disciplina. Il mandato dei comitati è di cinque anni. Il team di gestione fornisce competenze nel campo dell'editoria accademica ed è retto dal presidente, che è anche il suo caporedattore.

## Elenco delle riviste
Annual Reviews pubblica una serie di riviste nel campo delle scienze biomediche e delle scienze della vita, delle scienze fisiche e delle scienze sociali, compresa l'economia. Gli anni tra parentesi indicano il primo anno di pubblicazione. A partire dal 2021, le pubblicazioni includono quanto segue:

### A
- Annual Review of Analytical Chemistry (2008)
- Annual Review of Animal Biosciences (2013)
- Annual Review of Anthropology (1972)
- Annual Review of Astronomy and Astrophysics (1963)

### B
- Annual Review of Biochemistry (1932)
- Annual Review of Biomedical Data Science (2018)
- Annual Review of Biomedical Engineering (1999)
- Annual Review of Biophysics (1972) (in precedenza Annual Review of Biophysics and Bioengineering, 1972-1984; Annual Review of Biophysics and Biophysical Chemistry, 1985-1991; Annual Review of Biophysics and Biomolecular Structure, 1992-2007.)

### C
- Annual Review of Cancer Biology (2017)
- Annual Review of Cell and Developmental Biology (1985) (in precedenza Annual Review of Cell Biology, 1985-1994.)
- The Charleston Advisor (1999)
- Annual Review of Chemical and Biomolecular Engineering (2010)
- Annual Review of Clinical Psychology (2005)
- Annual Review of Computer Science (1986–1990)
- Annual Review of Condensed Matter Physics (2010)
- Annual Review of Control, Robotics, and Autonomous Systems (2018)
- Annual Review of Criminology (2018)

### D
- Annual Review of Developmental Psychology (2019)

### E
- Annual Review of Earth and Planetary Sciences (1973)
- Annual Review of Ecology, Evolution, and Systematics (1970) (in precedenza Annual Review of Ecology and Systematics, 1970-2002.)
- Annual Review of Economics (2009)
- Annual Review of Entomology (1956)
- Annual Review of Environment and Resources (1976) (in precedenza Annual Review of Energy, 1976-1990; Annual Review of Energy and the Environment, 1991-2002.)

### F
- Annual Review of Financial Economics (2009)
- Annual Review of Fluid Mechanics (1969)
- Annual Review of Food Science and Technology (2010)

### G
- Annual Review of Genetics (1967)
- Annual Review of Genomics and Human Genetics (2000)

### I
- Annual Review of Immunology (1983)

### K
- Katina magazine (2024)
- Knowable Magazine (2017) e Knowable en Español

### L
- Annual Review of Law and Social Science (2005)
- Annual Review of Linguistics (2015)

### M
- Annual Review of Marine Science (2009)
- Annual Review of Materials Research (1971) (in precedenza Annual Review of Materials Science, 1971-2000.)
- Annual Review of Medicine (1950)
- Annual Review of Microbiology (1947)

### N
- Annual Review of Neuroscience (1978)
- Annual Review of Nuclear and Particle Science (1952) (in precedenza Annual Review of Nuclear Science, 1952-1977.)
- Annual Review of Nutrition (1981)

### O
- Annual Review of Organizational Psychology and Organizational Behavior (2014)

### P
- Annual Review of Pathology: Mechanisms of Disease (2006)
- Annual Review of Pharmacology and Toxicology (1961) (in precedenza Annual Review of Pharmacology, 1961-1975).
- Annual Review of Physical Chemistry (1950)
- Annual Review of Physiology (1939)
- Annual Review of Phytopathology (1963)
- Annual Review of Plant Biology (1950) (in precedenza Annual Review of Plant Physiology, 1950-1987; Annual Review of Plant Physiology and Plant Molecular Biology, 1988-2001.)
- Annual Review of Political Science (1998)
- Annual Review of Psychology (1950)
- Annual Review of Public Health (1980)

### R
- Annual Review of Resource Economics (2009)

### S
- Annual Review of Sociology (1975)
- Annual Review of Statistics and Its Application (2014)

### V
- Annual Review of Virology (2014)
- Annual Review of Vision Science (2015)